# Руппольдсрид
Руппольдсрид (нем. Ruppoldsried) — бывшая коммуна в Швейцарии, в кантоне Берн. С 1 января 2013 года вошла в состав коммуны Рапперсвиль.
До 2009 года входила в состав округа Фраубруннен, с 2010 года — в Зеланд. Население составляет 262 человека (на 31 декабря 2006 года). Официальный код — 0548.